# ブルーハーツのしおり
ブルーハーツのしおりは、NACK5で1988年11月1日から1990年3月30日まで放送されていたラジオ番組。
ナックファイブが開局した翌日の1988年11月1日からスタートした夜ワイド番組『それ行け!HOMO LUDENS』内で、月曜日から金曜日の22:30〜22:40の枠で放送されていた。他局へのネットは無かったため、『それ行け!HOMO LUDENS』の完全な内包番組である。敷島製パンのブランド『Pasco』の単独スポンサーで、『Pasco ロッキングタイム』のサブタイトルが付いていた。

## 概要
当時「テレビやラジオでは出ず、レコードとライブで活動する」という方針だったTHE BLUE HEARTSの、当時では唯一だったレギュラーラジオ番組。「全国ネットでみんなが聴けるよりも、限られた地域でしか聴けない方が海賊放送みたいでいいでしょう」と本番組のディレクターは話している。全員で山中湖へ出掛けて、まだ花の咲いていない桜の木の下で「架空お花見放送」を行ったこともある。
番組では毎週テーマを決めてのフリートーク中心。テーマは季節の風物詩に基づくものも多かった。そして以下のように各曜日ごとにメインでトークするメンバーが決まっていた。
- 月曜：4人全員がメイン
- 火曜：河口純之助メイン
- 水曜：梶原徹也メイン
- 木曜：真島昌利メイン
- 金曜：甲本ヒロトメイン

毎日曲は1曲かかるが、番組中でかける曲の選曲も各曜日メインのメンバーが担当していた。演奏時間の長い曲を選ぶ傾向が多く、エンディングのトーク時間が15秒しかなかったこともあった。
ナックファイブのみの放送ながら、はがきや手紙は全国から届き、地元埼玉県、東京都からよりもこの他の地域から届いたものが圧倒的に多かったという。そのため、「聴こえなくてもいい」としながら、ナックファイブの放送区域外の地方から届いたはがきや手紙も積極的に紹介していた。そういったことから、集英社の雑誌『明星』がこの番組に『お前らだけズルイ』の係を作って、全国ネットの要求をしてみようと持ちかけたことがあった。その後、以下のように番組内容を再録した構成の番組本が出版された。

## 番組本
- ブルーハーツのしおり （1990年3月、角川書店）ISBN 978-4-04-883255-7
- ブルーハーツのしおり/ひと夏の経験編 （1990年9月、角川書店）ISBN 978-4-04-883262-5